# Leoncjusz (Lebiedinski)

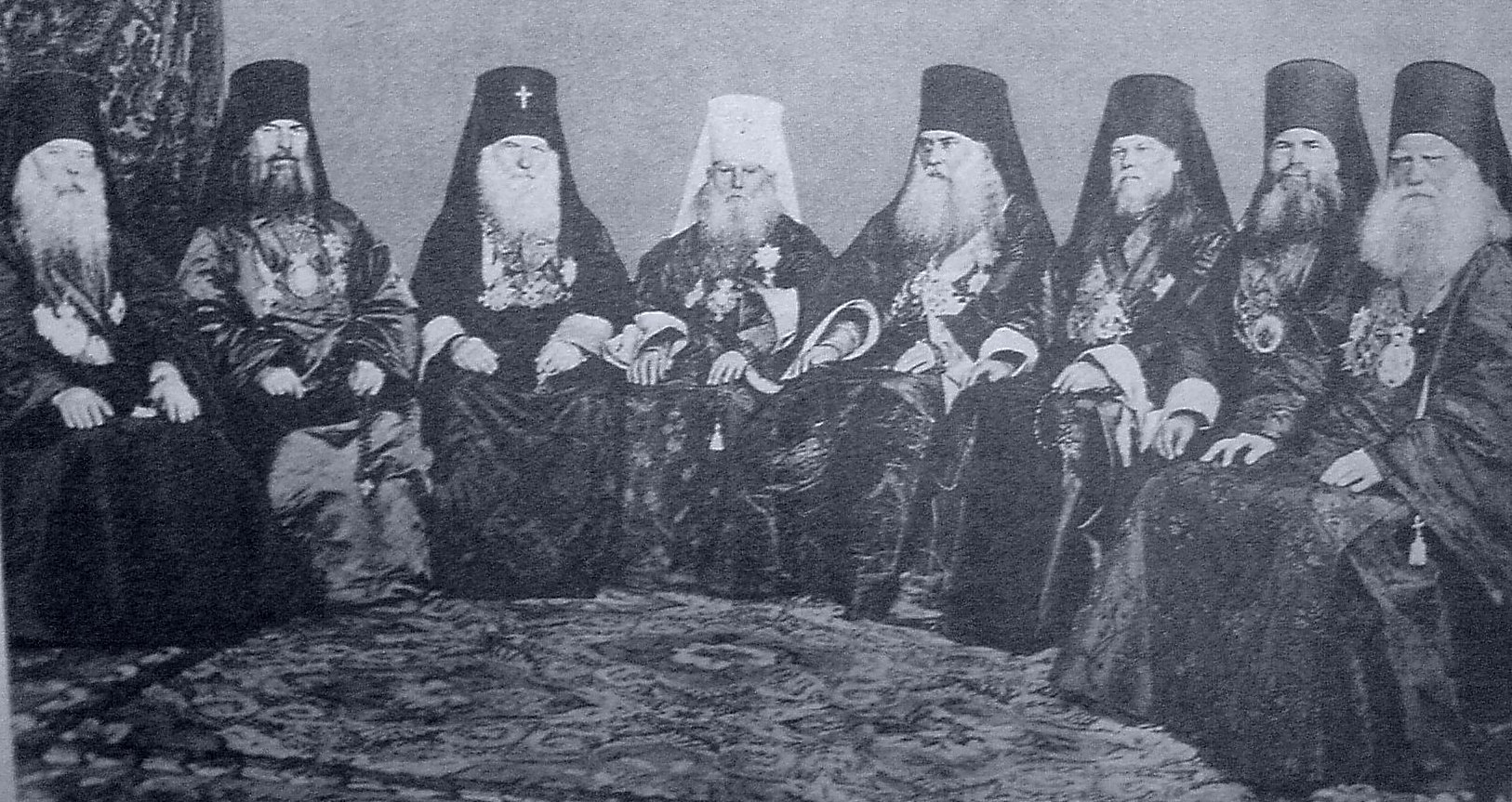
Arcybiskup Leoncjusz na uroczystościach jubileuszu metropolity kijowskiego Arseniusza (siedzi trzeci z prawej)

Leoncjusz, imię świeckie Iwan Aleksiejewicz Lebiedinski, ros. Иван Алексеевич Лебединский (ur. 10 stycznia?/22 stycznia 1822 w Nowej Kalicie, zm. 20 lipca?/1 sierpnia 1893 w Czerkizowie) – rosyjski biskup prawosławny.

## Życiorys
Był synem kapłana prawosławnego. Ukończył seminarium duchowne w Woroneżu z wyróżniającymi się wynikami. W 1843 wstąpił do Petersburskiej Akademii Duchownej. 17 maja 1847, w czasie studiów, złożył śluby zakonne z imieniem Leoncjusz. 8 czerwca tego samego roku został hierodiakonem, zaś dziesięć dni później hieromnichem. Po uzyskaniu dyplomu akademii został w niej zatrudniony jako wykładowca i pomocnik rektora, po czym w tym samym roku 1847 przeniesiony do seminarium duchownego w Kijowie jako profesor teologii. 20 marca 1851 wyznaczono go inspektorem tegoż seminarium, zaś w roku następnym – inspektorem Kijowskiej Akademii Duchownej. W 1853 otrzymał godność archimandryty. W latach 1856–1857 pełnił obowiązki rektora seminarium duchownego we Włodzimierzu, przez następny rok był przełożonym monasteru św. Antoniego w Niżnym Nowogrodzie i rektorem seminarium duchownego w tym mieście, wreszcie w 1859 został rektorem Petersburskiej Akademii Duchownej.
W 1860 miała miejsce jego chirotonia na biskupa pomocniczego eparchii petersburskiej z tytułem biskupa rewelskiego. Rok później wyjechał do Paryża, by poświęcić wniesiony tam prawosławny sobór św. Aleksandra Newskiego. Był pierwszym rosyjskim hierarchą prawosławnym, który odbył wizytę duszpasterską do kraju Europy zachodniej. 20 grudnia 1863 został przeniesiony na katedrę podolską. W swojej działalności w guberni podolskiej wspierał działalność bractw cerkiewnych, inicjował odbieranie katolikom kościołów i ich adaptację na cerkwie, domagał się również zamknięcia katolickiego seminarium duchownego w Kamieńcu Podolskim i skasowania diecezji kamienieckiej. 8 kwietnia 1873 mianowany arcybiskupem, zaś w roku następnym przeniesiony do eparchii chersońskiej.
16 listopada 1875 mianowany arcybiskupem chełmsko-warszawskim, na co miała wpływ zyskana przez niego wcześniej opinia skutecznego propagatora prawosławia na terenach zamieszkanych przez katolików. W momencie przyjazdu do Warszawy otrzymał zadanie zakończenia procesu reorganizacji eparchii (eparchia chełmsko-warszawska powstała w tym samym roku, przekształcona z warszawsko-nowogieorgijewskiej, po wcieleniu do Rosyjskiego Kościoła Prawosławnego byłej unickiej diecezji chełmskiej). Na urzędzie zastąpił arcybiskupa Joannicjusza, prawdopodobnie zmuszonego do wyjazdu z Warszawy wskutek konfliktu z wpływowym środowiskiem duchownych przybyłych na zaproszenie władz carskich z Galicji w celu przygotowania masowej konwersji unitów chełmskich na prawosławie. Arcybiskup Leoncjusz odnosił się do Galicjan równie negatywnie (był zdania, że sprawę konwersji należało powierzyć duchowieństwu miejscowemu), jak jego poprzednik i w 1882 doprowadził do odwołania z Chełmszczyzny ich lidera, biskupa lubelskiego Marcelego. Po tym wydarzeniu duchowieństwo przybyłe z Galicji przestało odgrywać istotną rolę w życiu Kościoła prawosławnego na ziemiach zaboru rosyjskiego. 
Arcybiskup Leoncjusz kontynuował wznoszenie na terenie Kraju Nadwiślańskiego cerkwi prawosławnych, przekształcił unickie seminarium duchowne w Chełmie w prawosławne, założył również monaster Narodzenia Matki Bożej w Leśnej i doprowadził do uzyskania przez inny klasztor, w Jabłecznej, statusu monasteru I klasy. Zainicjował wydawanie w Warszawie od 1877 pisma Chołmsko-Warszawskij Jeparchialnyj Wiestnik. W ramach reorganizacji eparchii podzielił ją na 18 dekanatów w miejsce dotychczasowych dwóch. Jako arcybiskup warszawski Leoncjusz (Lebiedinski) uczestniczył w procesie nawracania na prawosławie unitów, w tym akceptował administracyjne zmuszanie ich do zmiany wyznania (czego nie popierał jego poprzednik). 
W 1882 stanął na czele synodalnej komisji ds. szkół parafialnych. 
17 listopada 1891 został metropolitą moskiewskim. Zmarł w 1893 i został pochowany w soborze Zaśnięcia Matki Bożej w obrębie Kremla moskiewskiego.